# Boomberge
Die Boomberge sind ein von Binnendünen geprägtes Gelände zwischen den Flüssen Ems und Lutter südlich von Harsewinkel, Kreis Gütersloh, Nordrhein-Westfalen. Seit dem 26. Juli 2004 ist das 118 Hektar große Gelände als Naturschutzgebiet ausgewiesen. 

## Landschaft
Die Boomberge entstanden gegen Ende der letzten Eiszeit vor 10.000 Jahren. Als das Eis schmolz, bildeten sich wasserreiche Flussläufe, die große Mengen Sand mit sich führten. Dieser Sand lagerte sich an den Ufern ab und wurde zu Dünen verweht. Mit der Erwärmung entstand eine Heidelandschaft, die seit dem Mittelalter bis zum Beginn des 20. Jahrhunderts als Weidefläche für Schafherden genutzt wurde. Später wurde das Gelände vor allem mit Kiefern aufgeforstet. Mittlerweile wachsen in den Boombergen auch Eichen, Birken, Ebereschen und Faulbäume. Im Süden des Gebietes findet sich Sand-Magerrasen, im Nordosten ein Erlen-Bruchwald, im Osten eine vegetationsfreie Sandfläche sowie ein künstlich geschaffenes Stillgewässer.
Auf dem Gelände befindet sich der höchste Punkt des landschaftlich zum Münsterland (verwaltungstechnisch zu Ostwestfalen-Lippe) gehörenden Stadtgebiets von Harsewinkel. Laut Website der Stadt Harsewinkel liegt dieser Punkt 79,9 Meter über NN, laut Beschilderung der Unteren Landschaftsbehörde im Naturschutzgebiet 80,1 Meter über NN.

## Die Boomberge als Biotop

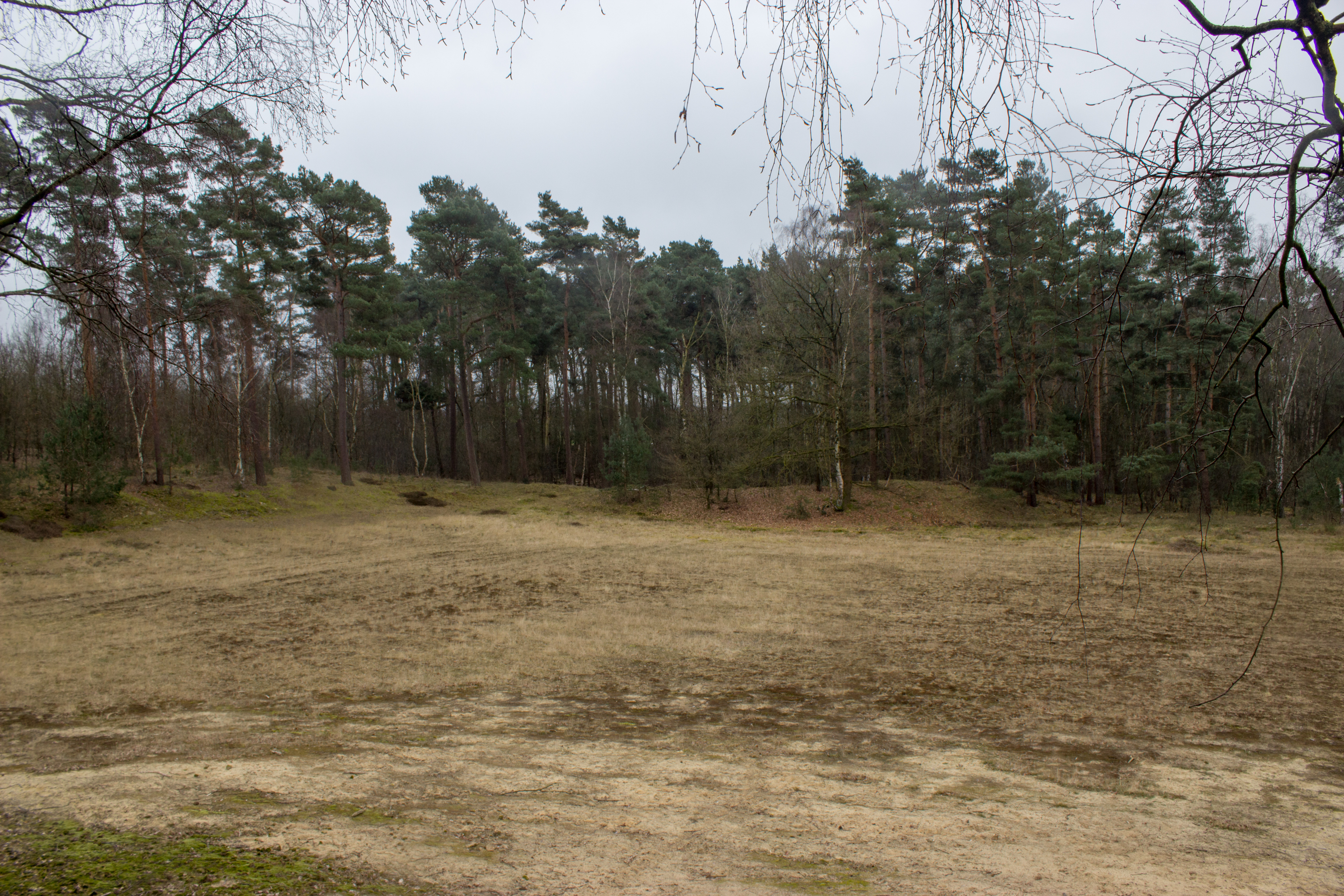
Sanddünen Boomberge

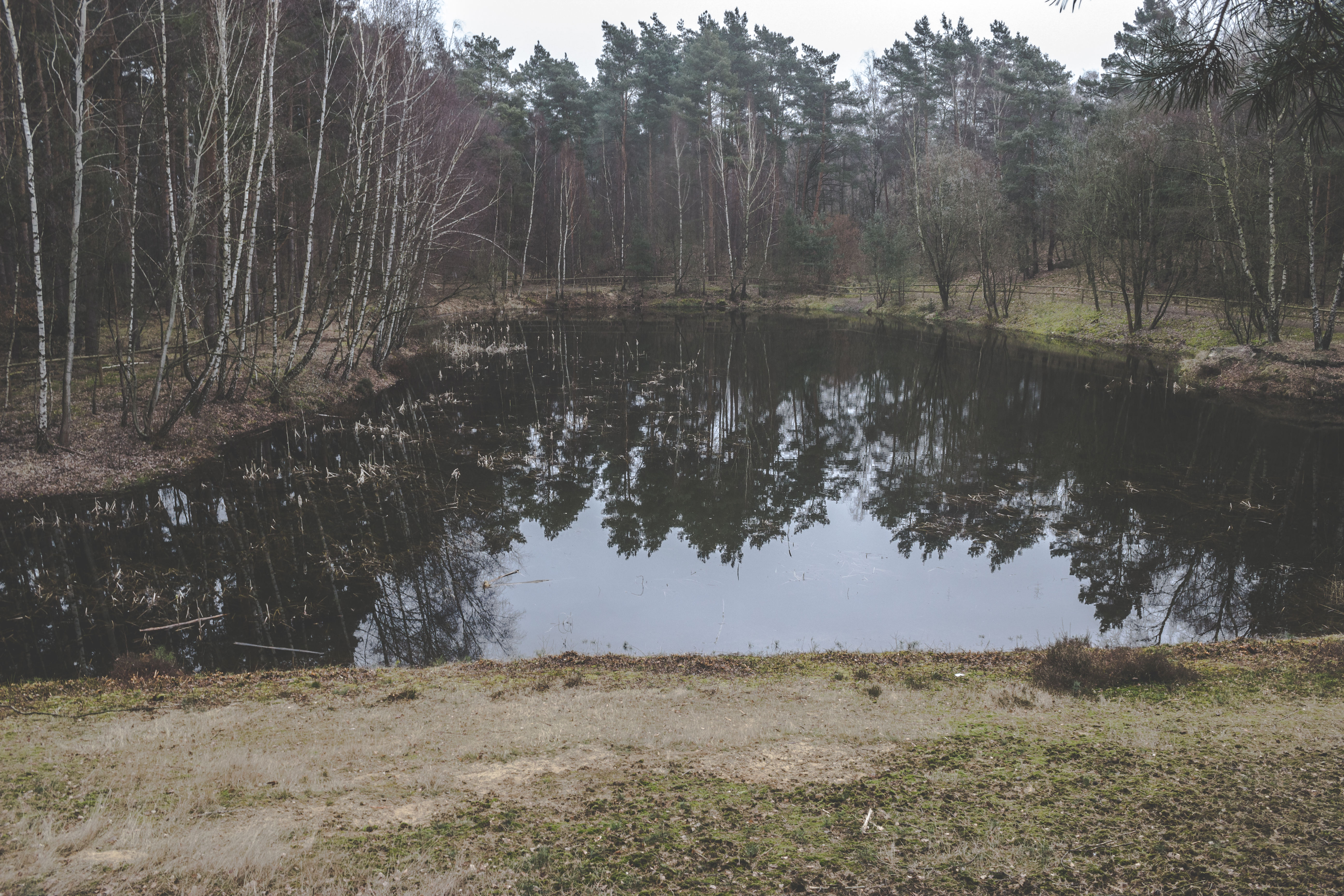

Als gesetzlich geschütztes Biotop sind die Boomberge wegen des Bestands an einigen seltenen Tier- und Pflanzenarten ausgewiesen worden, die auf der Roten Liste stehen. In den Boombergen wachsen u. a. Sand-Segge, Berg-Sandglöckchen, Nacktstängeliger Bauernsenf und Frühlings-Spark, besonders bei starker Sonneneinstrahlung ist der Kupferbraune Sandlaufkäfer an der Oberfläche zu sehen, an den Gewässern sind Libellenarten wie die Gebänderte Prachtlibelle und die Blaugrüne Mosaikjungfer anzutreffen.

## Die Boomberge als Wasserreservoir
Das Harsewinkeler Wasserwerk betreibt in den Boombergen acht vertikale Kiesschüttungsbrunnen zur Trinkwassergewinnung. Mit Unterwassermotorpumpen wird Grundwasser aus einer Tiefe von rund 20 Metern gefördert und über Rohrleitungen dem Wasserwerk zugeführt. Die behördlich festgelegten Fördermengen pro Stunde, Tag und Jahr berücksichtigen dabei die ökologischen Gegebenheiten des Gebiets. 

## Die Boomberge als Naherholungsgebiet
Die Boomberge werden als Naherholungsgebiet von Spaziergängern, Wanderern, Joggern, Walkern, Radlern, Mountainbike-Fahrern und Reitern gleichermaßen gerne genutzt. Die Beliebtheit bei Ausflüglern allgemein und das Fehlverhalten einiger Weniger im Speziellen macht es zunehmend schwierig, die Ziele von Naherholung und Naturschutz zu vereinen. Um das Problem in den Griff zu bekommen, sperrte der Kreis Gütersloh 2004 zahlreiche Trampelpfade durch Strauchschnitt und Zäune und legte in Zusammenarbeit mit örtlichen Sportvereinen spezielle Strecken für Jogger, Radfahrer und Reiter fest. Außerdem wurde ein Parkplatz am Westrand des Areals gebaut, um das „wilde“ Parken im Naturschutzgebiet einzudämmen.